# Podocidaris sculpta
Podocidaris sculpta is een zee-egel uit de familie Arbaciidae.
De wetenschappelijke naam van de soort werd in 1869 gepubliceerd door Alexander Agassiz.